# Palencia (provincie)
Palencia is een provincie van Spanje en maakt deel uit van de regio Castilië en León. De provincie heeft een oppervlakte van 8053 km². De provincie telde 159.146 inwoners in 2021 verdeeld over 191 gemeenten.
Hoofdstad van Palencia is Palencia.

## Bestuurlijke indeling
De provincie Palencia bestaat uit 4 comarca's die op hun beurt uit gemeenten bestaan. De comarca's van Palencia zijn:
- El Cerrato palentino
- Montaña Palentina
- Páramos Valles
- Tierra de Campos

Zie voor de gemeenten in Palencia de lijst van gemeenten in provincie Palencia.

## Demografische ontwikkeling
Bron: INE
Opm: Bevolkingscijfers in duizendtallen
Ávila · Burgos · León · Palencia · Salamanca · Segovia · Soria · Valladolid · Zamora